# 640
640 (DCXL) fue un año bisiesto comenzado en sábado del calendario juliano, en vigor en aquella fecha.

## Acontecimientos
- Los musulmanes capturan Alejandría.
- Tulga es elegido rey de los visigodos.
- Severino sucede a Honorio I como papa.
- Juan IV sucede a Severino como papa.
- Kermanshah fue conquistada por los árabes.

## Nacimientos
- Musa ibn Nusair, caudillo musulmán, participó en la invasión musulmana de la península ibérica.

## Fallecimientos
- 2 de agosto: Severino, papa de la Iglesia católica.
- Chintila, rey de los visigodos.
- Bilal Ibn Rabah, primer almuecín.